# Caroline Pohle
Caroline Pohle (* 25. September 1995 in Leipzig) ist eine deutsche Triathletin und zweifache sowie amtierende Europameisterin Ironman 70.3 (2024, 2025).

## Werdegang
Pohle kam durch die Förderung ihren Vaters zum Sport. Mit dem Besuch des Landesgymnasium für Sport Leipzig, eine Eliteschule des Sports kam die Schwimmerin auch mit anderen Ausdauersportlern in Kontakt. Ihre ersten Starts im Triathlon erfolgten auf kürzeren Strecken bei verschiedenen Meisterschaftsserien.
Caroline Pohle belegte in der Weltmeisterschaftsrennserie 2019 den 64. Platz. Sie konnte ihre Platzierung bei der Deutsche Meisterschaft auf der Triathlon-Sprintdistanz Jahr um Jahr verbessern und belegte zuletzt 2023 den achten Platz.

Mit dem Wechsel auf die längeren Strecken gewann Pohle im Juli 2024 in Österreich den Trumer Triathlon auf der Mitteldistanz (1,9 km Schwimmen, 90 km Radfahren und 21,1 km Laufen). Pohle studiert Lehramt auf Primarstufe.

### Europameisterin Triathlon-Mitteldistanz 2024 und 2025
Im August 2024 wurde die 28-Jährige in Tallinn Europameisterin Ironman 70.3. Pohle war als einzige deutsche Athletin in Estland am Start. Sie folgte Laura Philipp nach, welche im Vorjahr hier gesiegt hatte. Kurze Zeit später gewann sie den Ironman 70.3 Zell am See-Kaprun, sowie die Challenge Barcelona im November 2024.

Im Juli 2025 wurde Caroline Pohle im Rahmen des Ironman 70.3 Jönköping erneut Europameisterin.

## Sportliche Erfolge
| Datum/Jahr    | Platz | Wettbewerb                                         | Austragungsort   | Zeit     | Bemerkung              |
| ------------- | ----- | -------------------------------------------------- | ---------------- | -------- | ---------------------- |
| 9. Juli 2023  | 8     | DTU Deutsche Meisterschaft Triathlon Sprintdistanz | Düsseldorf       | 00:57:52 |                        |
| 25. Juni 2022 | 12    | DTU Deutsche Meisterschaft Triathlon Sprintdistanz | Berlin           | 01:00:05 | hinter Laura Lindemann |
| 6. Juni 2021  | 21    | DTU Deutsche Meisterschaft Triathlon Sprintdistanz | Berlin           | 01:01:04 | hinter Lisa Tertsch    |
| 1. Mai 2019   | 1     | ATU Sprint Triathlon African Cup                   | Yasmine Hammamet | 01:01:33 |                        |

| Datum/Jahr    | Platz | Wettbewerb                       | Austragungsort      | Zeit     | Bemerkung                                        |
| ------------- | ----- | -------------------------------- | ------------------- | -------- | ------------------------------------------------ |
| 6. Juli 2025  | 1     | Ironman 70.3 Jönköping           | Jönköping           | 04:05:32 |                                                  |
| 25. Mai 2025  | 2     | Ironman 70.3 Kraichgau           | Kraichgau           | 04:20:50 |                                                  |
| 14. Dez. 2024 | 8     | Ironman 70.3 World Championships | Taupō               | 04:08:06 | Ironman 70.3 World Championships 2024            |
| 29. Nov. 2024 | 3     | Ironman 70.3 Bahrain             | Manama              | 04:01:49 | Middle East Championship                         |
| 3. Nov. 2024  | 1     | Challenge Barcelona              | Barcelona           | 02:37:36 | Wurde wegen Starkregens als Duathlon ausgetragen |
| 1. Sep. 2024  | 1     | Ironman 70.3 Zell am See-Kaprun  | Zell am See         | 04:17:24 |                                                  |
| 25. Aug. 2024 | 1     | Ironman 70.3 Tallinn             | Tallinn             | 03:59:40 | Siegerin der Ironman 70.3 European Championships |
| 19. Juli 2024 | 1     | Trumer Triathlon                 | Obertrum am See     |          | Siegerin auf der Mitteldistanz                   |
| 29. Juni 2024 | 4     | Ironman 70.3 Les Sables d’Olonne | Les Sables-d’Olonne |          | hinter der Dänin Laura Madsen                    |
| 21. Apr. 2024 | 3     | Ironman 70.3 Valencia            | Valencia            |          | Dritte bei der Erstaustragung                    |
| 2023          | 3     | Ironman 70.3 Bahrain             | Manama              |          |                                                  |
| 8. Mai 2022   | 2     | Siegerland-Cup                   | Buschhütten         |          | hinter der Niederländerin Rachel Klamer          |

(DNF – Did Not Finish; DNS – Did Not Start)